# Vern (rivière)
Pour l’article ayant un titre homophone, voir Verne.
Le Vern (en occitan Vern) est une rivière française du département de la Dordogne, sous-affluent de la Dordogne par l’Isle.

## Géographie

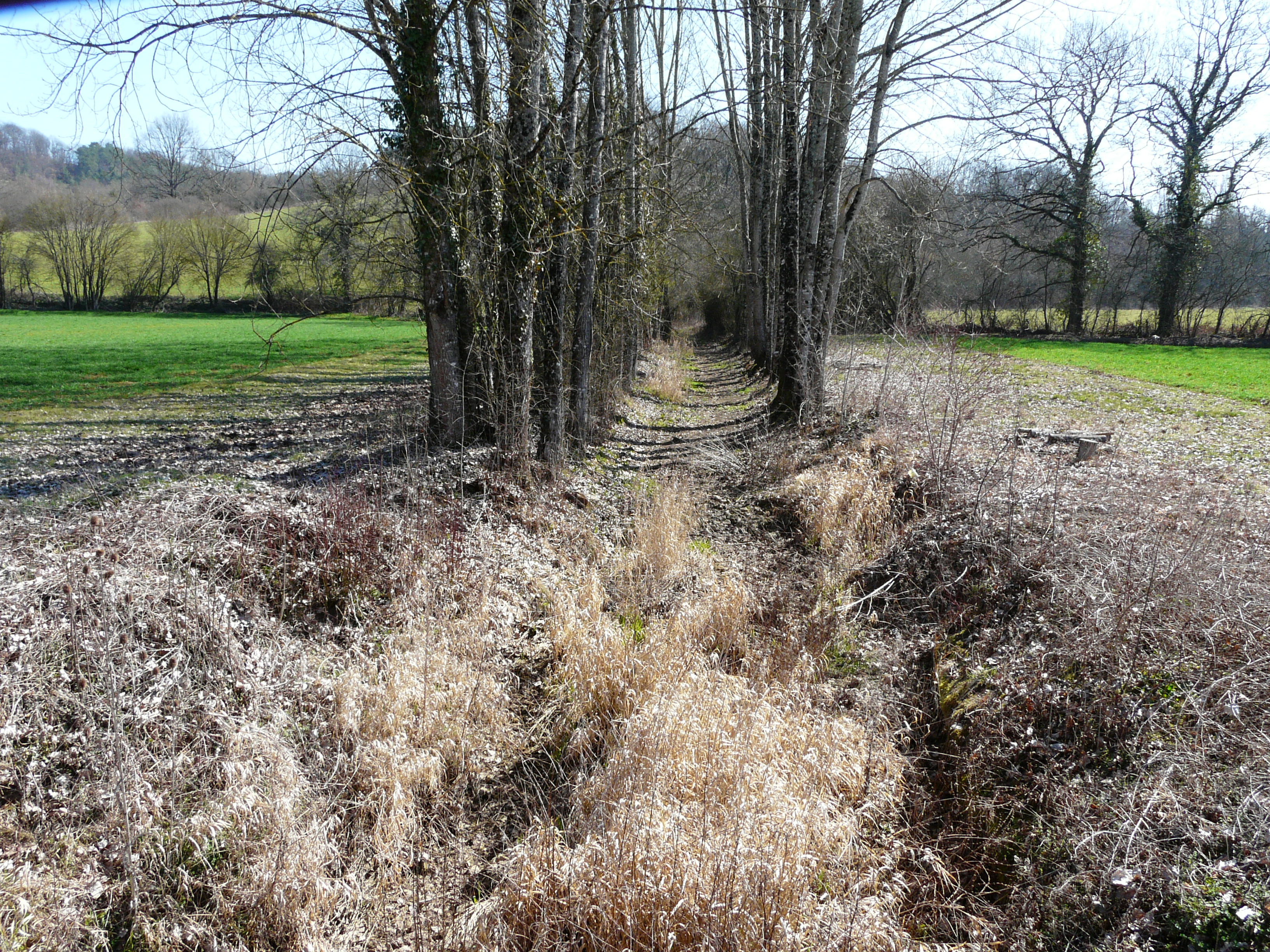
Le lit à sec du Vern au sud-ouest de Vergt.

Le Vern prend sa source vers 180 mètres d'altitude en limite des communes de Val de Louyre et Caudeau (territoire de Cendrieux) et Veyrines-de-Vergt.
Il arrose Vergt, Manzac-sur-Vern et Grignols puis rejoint l’Isle à 54 mètres d'altitude, en rive gauche, sur la commune de Neuvic, deux kilomètres à l'ouest du bourg.
Une partie importante de ses eaux se perd au sud-ouest de Vergt, près du lieu-dit Pont-Romieux, pour réapparaître en aval en plusieurs endroits et jusqu'à 14 kilomètres plus loin, au niveau de Grignols.
Sa longueur est de 40,36 km.

### Affluents
Le Vern dispose de cinq affluents répertoriés : le Serre (dont le nom se retrouve dans celui de la commune de Saint-Paul-de-Serre), le ruisseau de Chabannes, le Jaurès, qui avec 7,5 km est, en rive gauche, l'affluent le plus long, le ruisseau de la Fompeyre et le ruisseau de la Fontaine du Breuil.

### Communes et cantons traversés
À l'intérieur du département de la Dordogne, le Vern arrose onze communes :
- Val de Louyre et Caudeau (source)
- Veyrines-de-Vergt (source)
- Salon
- Vergt
- Saint-Mayme-de-Péreyrol
- Grun-Bordas
- Saint-Paul-de-Serre
- Manzac-sur-Vern
- Grignols
- Vallereuil
- Neuvic (confluence avec l'Isle)

## Hydrologie

### Risque inondation
Un plan de prévention du risque inondation (PPRI) a été approuvé en 2009 pour la vallée de l'Isle dans le Mussidanais incluant la partie aval du Vern, sur son dernier kilomètre, sur la commune de Neuvic,.

## Environnement
L'inventaire des zones naturelles d'intérêt écologique, faunistique et floristique (ZNIEFF) a pour objectif de réaliser une couverture des zones les plus intéressantes sur le plan écologique, essentiellement dans la perspective d’améliorer la connaissance du patrimoine naturel national et de fournir aux différents décideurs un outil d’aide à la prise en compte de l’environnement dans l’aménagement du territoire. 
Une ZNIEFF de type 1 concerne certains coteaux du Vern,, totalisant 487 hectares sur une dizaine de sites distincts, depuis l'amont de Bordas jusqu'à Grignols.
Il existe également une ZNIEFF de type 2 « Vallée de l'Isle de Périgueux à Saint-Antoine-sur-l'Isle, le Salembre, le Jouis et le Vern » qui concerne notamment toute la vallée du Vern, depuis l'amont de Bordas jusqu'à sa confluence avec l'Isle.

## À voir
- Le château de Grignols.
- L'église Saint-Front de Bruc, à Grignols.
- Le moulin de la Veyssière, à Neuvic, date du XIIe – XIIIe siècle. Ouvert à la visite en 2016 et 2017 lors des « Journées européennes des moulins », il continue à produire annuellement de 15 000 à 16 000 litres d'huile de noix et de noisettes[9].